# Legionslager Brigetio

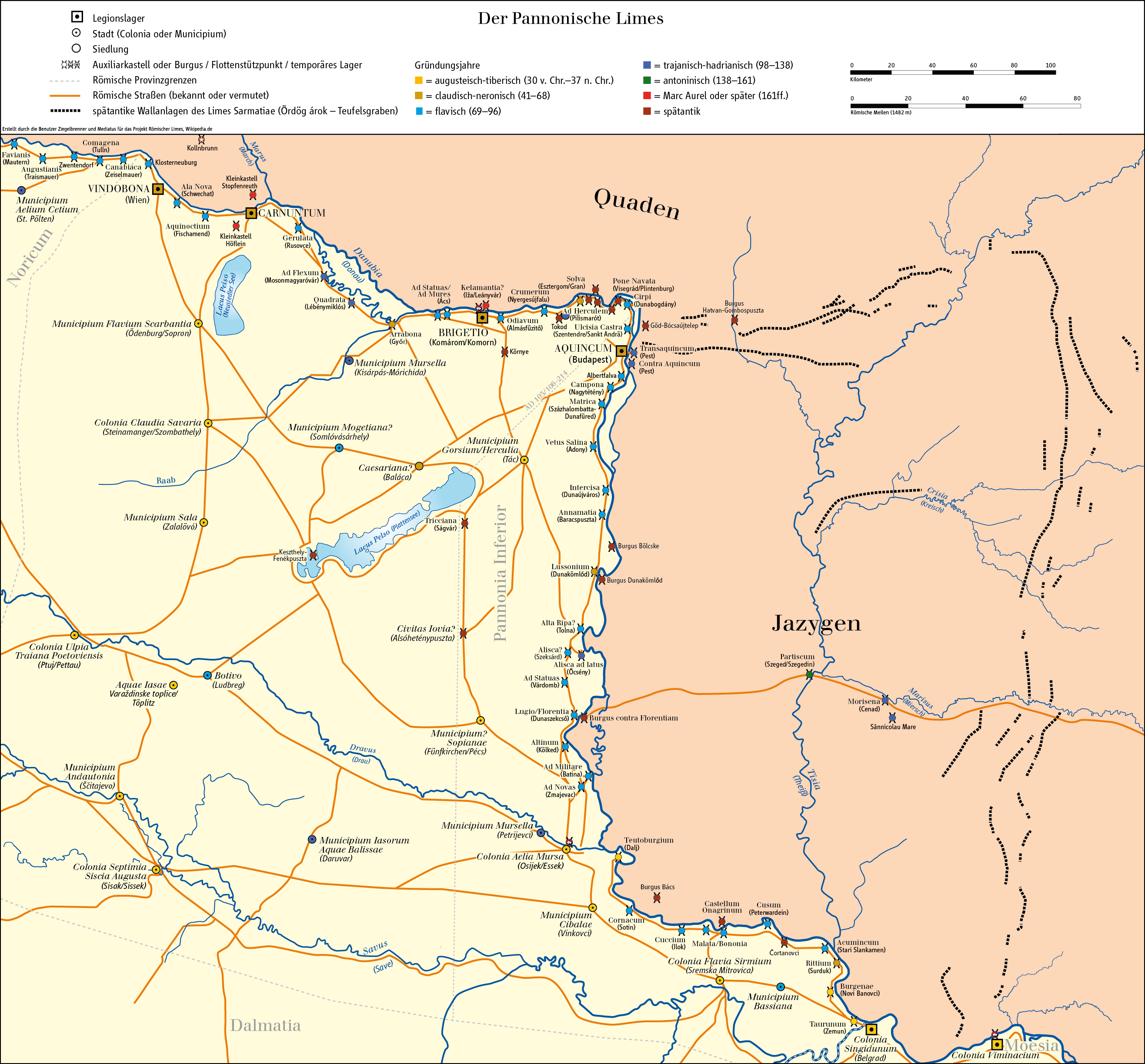
Die Lage des Legionslagers am oberpannonischen Donaulimes

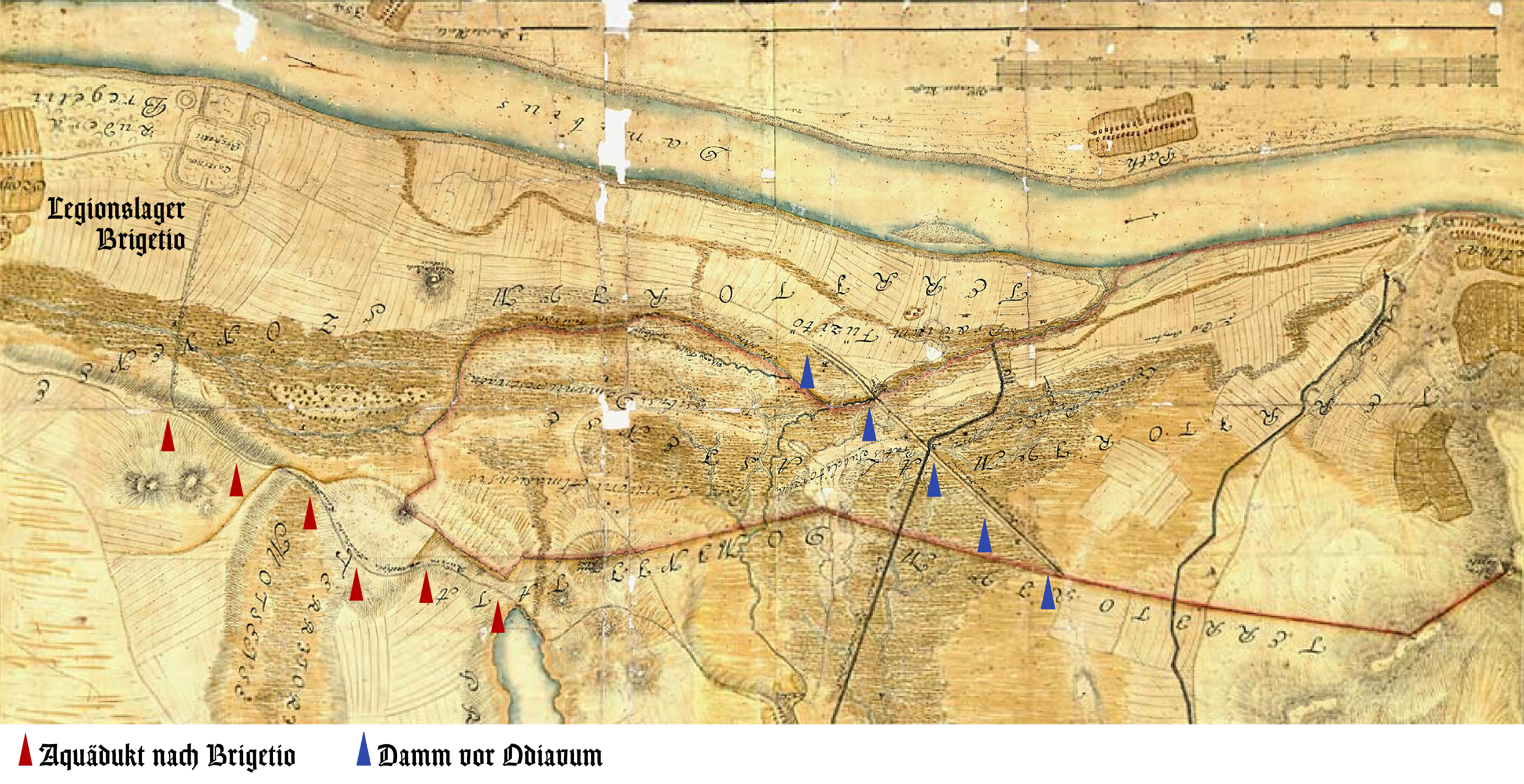
Brigetio mit Almásfüzitő (Odiavum/Azaum) auf dem Plan von Samuel Mikovíny in den 1740er Jahren

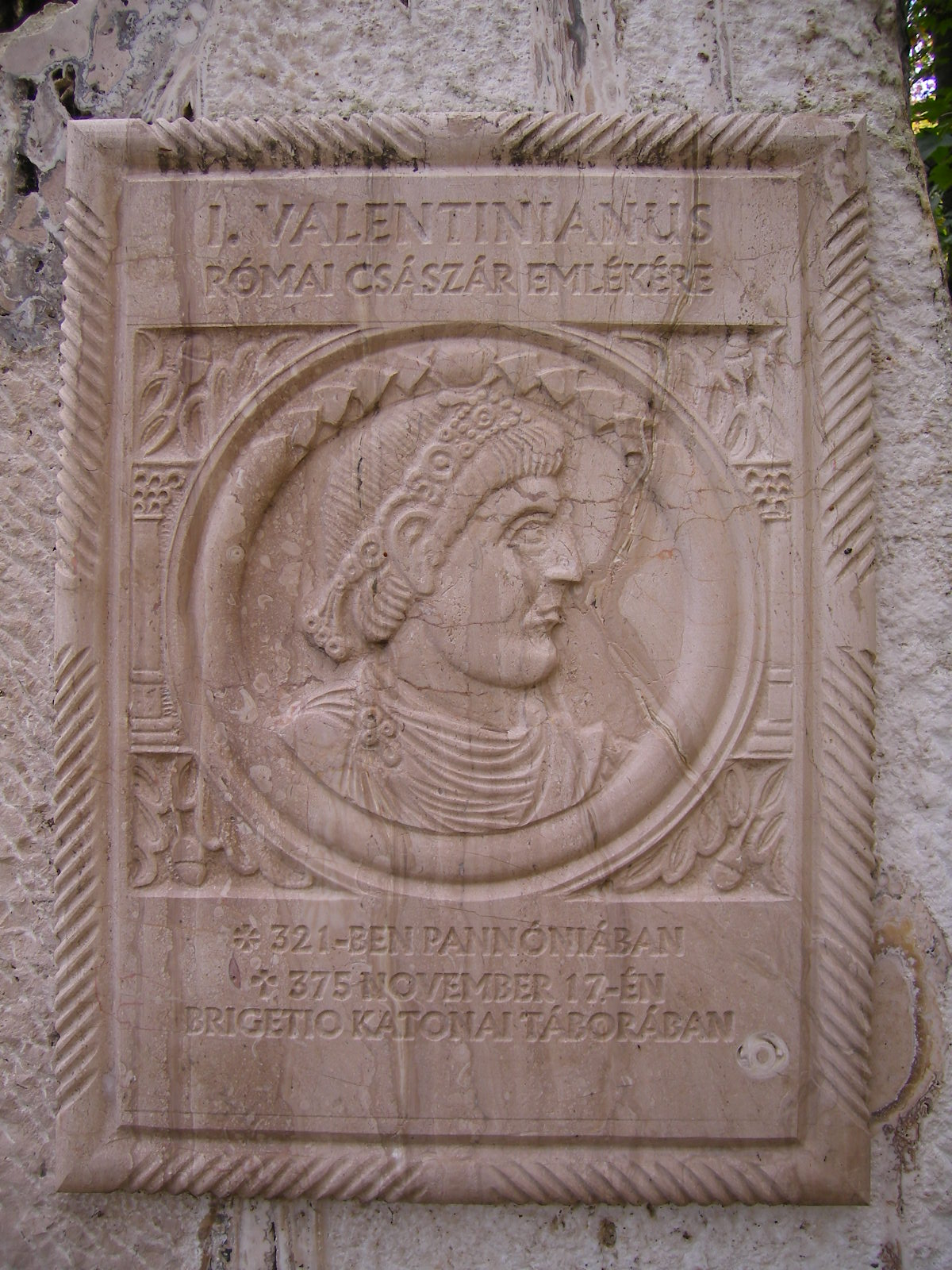
Moderne Gedenktafel auf dem Gelände des Legionslagers für den hier verstorbenen Kaiser Valentinian I.

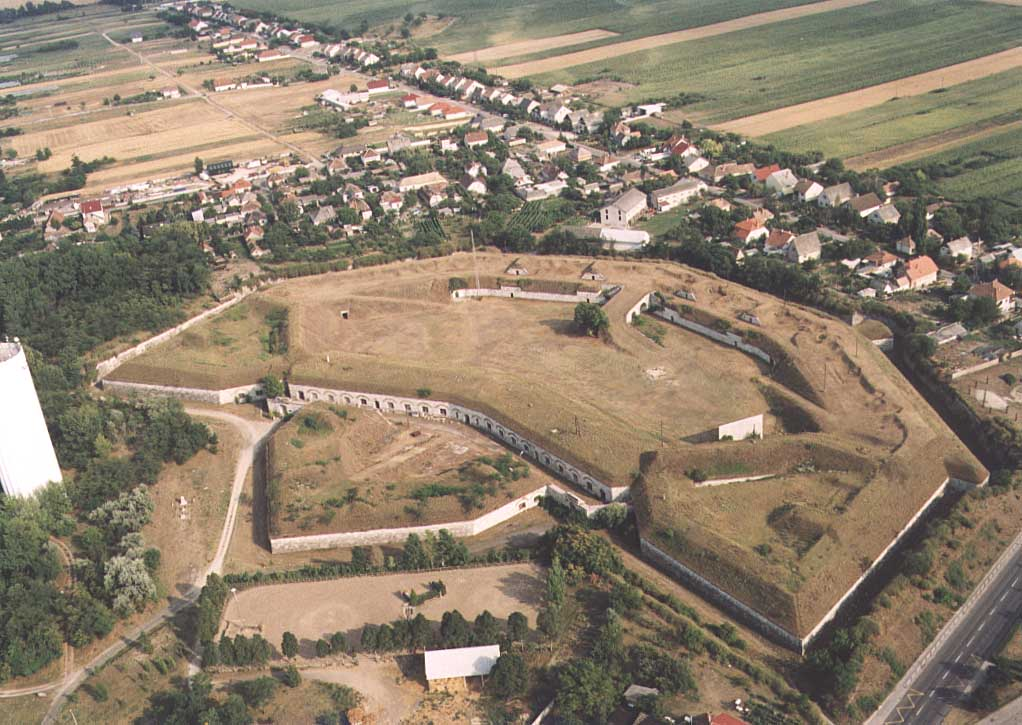
Blick auf das zwischen 1871 und 1877 errichtete Sperrfort Ingmánd in Komorn, in dem sich heute ein römisches Lapidarium befindet. Ein baugleiches, jedoch kleineres Exemplar stand ab 1885 direkt auf der östlichen Retentura des Legionslagers und wurde nach dem Zweiten Weltkrieg weitgehend abgetragen.

Das Legionslager Brigetio (in der Antike auch Brigetium oder Bregetio genannt) war ein römisches Militärlager, dessen Garnison für die Überwachung eines Abschnitts des pannonischen Limes (Limes Pannonicus) entlang der Donau zuständig war. Der Strom bildete hier in weiten Abschnitten die römische Reichsgrenze. Brigetio lag auf dem Gebiet der nordungarischen Stadt Komárom-Szőny (Komorn) im Komitat Komárom-Esztergom.
Zunächst als Kohortenkastell konzipiert, wurde nach dessen Auflassung gegen Ende des 1. Jahrhunderts n. Chr. etwas westlicher ein Legionslager errichtet. Im Zuge der Einrichtung des Legionsstandorts entwickelte sich östlich des heutigen Stadtteils Szőny ein ziviles Lagerdorf (Canabae legionis) und zwei Kilometer westlich davon – in der Mitte von Szőny – ein bedeutendes städtisches Zentrum. Das antike Brigetio gehört mit seinen umfangreichen Funden und Befunden zu den wichtigsten antiken Forschungsstätten in Ungarn. In die Geschichtsbücher ging Brigetio als Sterbeort des Kaisers Valentinian I. (364–375) ein, der, während er Friedensverhandlungen mit den geschlagenen germanischen Quaden und sarmatischen Jazygen führte, einen Schlaganfall erlitten haben dürfte.

## Lage
Für die Strategen unter Kaiser Claudius (41–54) war die Standortwahl vor allem durch die Nähe zur Mündung der Waag in die Donau entscheidend. Die Waag bildete den größten Nebenfluss am nordpannonischen Grenzabschnitt. Das Land am Fluss ist eben und deshalb gut zu überwachen. Erst weiter östlich von Komorn steigt das Land auf pannonischer Seite zum Gerecse-Gebirge an. Von dort transportierte ein später errichteter Aquädukt Frischwasser bis in das Legionslager. Brigetio war auch ein wichtiger Straßenkreuzungspunkt, der an einer bedeutenden Heer- und Handelsstraße lag, die sich entlang der Donau hinzog. Sie verband die beiden pannonischen Machtzentren Carnuntum und Aquincum. Daneben konnte Aquincum durch eine Direktverbindung, die das Pilisgebirge und die Budaer Berge südlich umging, erreicht werden. Das sich von Brigetio aus entflechtende Wegenetz erschloss zudem wichtige Zentren im Landesinneren. Neben diesen Gegebenheiten floss hier der nördliche Donauarm in den südlichen Hauptstrom, der zwischen Pressburg und Komorn durch die Große Schüttinsel geteilt wird. In den Nordarm fließen westlich des Legionslagers – aus den Nordkarpaten kommend – die schiffbaren Flüsse Neutra und Waag.

## Forschungsgeschichte

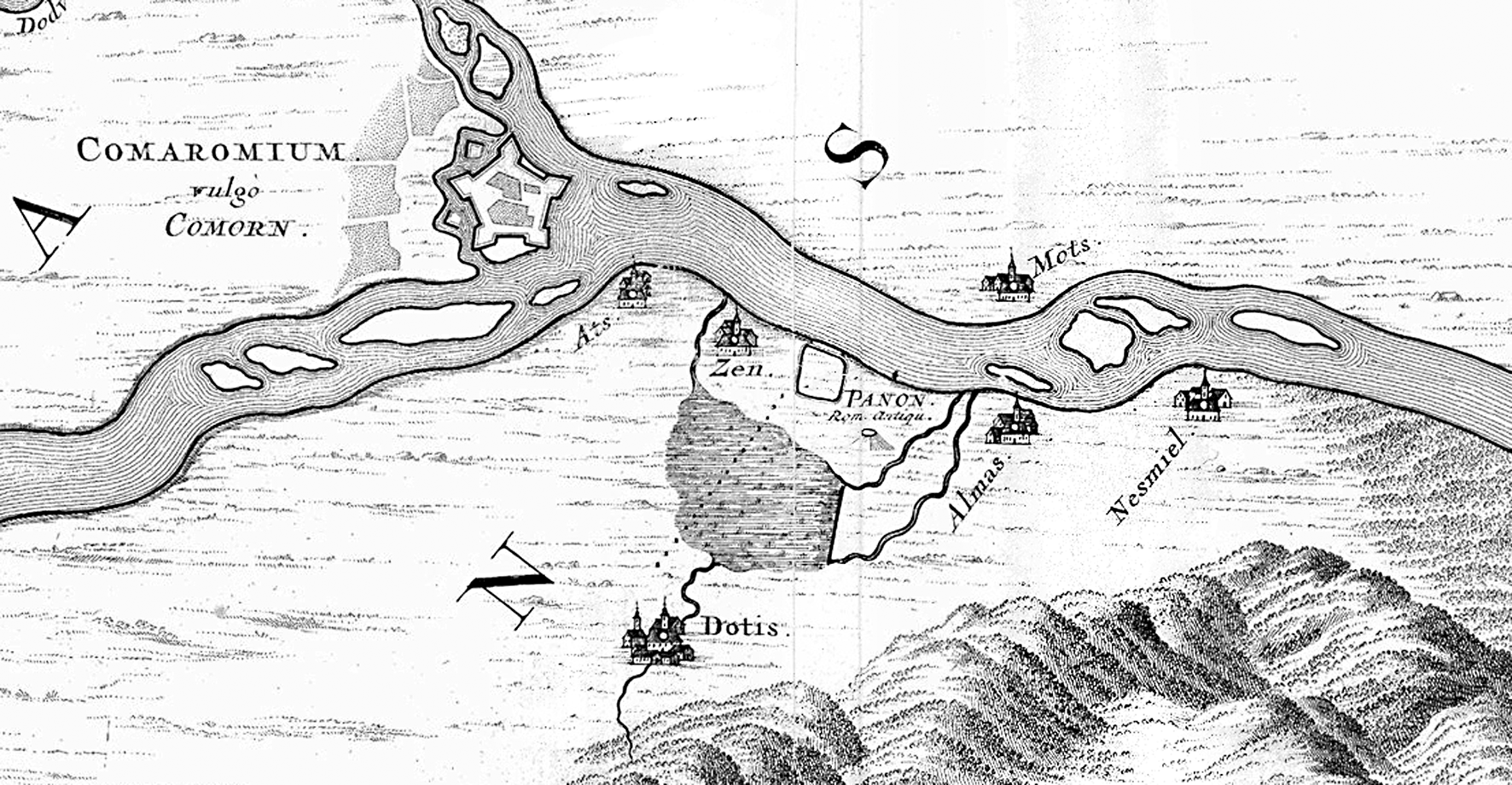
Komorn in dem 1726 veröffentlichten Kartenwerk des Luigi Ferdinando Marsigli. Neben der frühneuzeitlichen Festung links ist mittig das Legionslager zu sehen. Die davon abgehende gepunktete Linie soll die damals noch sichtbaren Spuren des Aquäduktes nach Dotis (Tata) darstellen.

Der italienische Humanist und Dichter Antonio Bonfini (1434–1503) berichtete unter dem Titel Latinae gentis colonia als erster von den Spuren römischer Siedlungstätigkeit in dieser Gegend. Genauer ging der Humanist, Geschichtsschreiber und Arzt Wolfgang Lazius (1514–1565) auf das antike Fundgut ein, das damals bei Befestigungsarbeiten an der Burg von Komárom zu Tage trat. Er berichtet von einer Unmenge an aufgefundenen römischen Steindenkmälern, die größtenteils auf Schiffen nach Wien abtransportiert wurden. Anlässlich ihrer Reise entlang der Donau identifizierten Richard Pococke (1704–1765) und dessen Cousin Jeremiah Milles (1714–1784) den Platz als das antike Brigetio. Die beiden Engländer sowie ihr Vorgänger, der italienische Offizier und Gelehrte Luigi Ferdinando Marsigli (1658–1730) waren die ersten, die Zeichnungen von den Ruinen des Legionslagers, der Zivilstadt und des dazwischenliegenden Amphitheaters anfertigten. Diese Skizzen zeigen, dass die antiken Strukturen zu dieser Zeit noch sehr deutlich in der Landschaft auszumachen waren. Die damalige Hauptverbindungsstraße folgte exakt der Trasse der römischen Limesstraße und führte nördlich am heute nur mehr auf Luftbildern erkennbaren Amphitheater über die Via principalis direkt zwischen den noch sehr gut erhaltenen Wällen und Mauern des ehemaligen Legionslagers hindurch. Später beschrieb der Theologe und Geschichtsschreiber Matthias Bel (1684–1749) unter anderem auch das Aquädukt von Brigetio.
Im 19. Jahrhundert setzten sich mehrere namhafte Forscher für den Erhalt der noch bestehenden antiken Mauerreste ein. Damals untersuchte unter anderem auch der Begründer der ungarischen Archäologie, Flóris Rómer (1815–1889), das Gelände. Dennoch setzte bald ein großflächiger Steinraub ein, dem eine rücksichtslose Ausplünderung der antiken Grabstätten folgte. Auch der Ende des Jahrhunderts gegründete Komáromer Museumsverein war gegen diese Zustände weitgehend machtlos. Als im Zuge der Neubefestigung von Komorn 1885 eine Lünette des Außenwerks als k.u.k.-Batteriestellung im Bereich des südöstlichen Hinterlagers eingerichtet wurde, war es dem archäologiebegeisterten Offizier Miloš Berkovics-Borota zumindest möglich, einige Mauerabschnitte vor ihrer Zerstörung zu zeichnen, zu vermessen und diese Befunde 1887 im ungarischen archäologischen Fachblatt Archaeologiai Értesítő zu publizieren. Eine weitere Dokumentation von Berkovics-Borota zu seiner Ausgrabung und zu den Funden wurde 1885 im Band 4 der Österreichischen militärischen Zeitschrift veröffentlicht. 1927 bis 1928 sowie Anfang der 1940er Jahre führte der Archäologe István Paulovics (1892–1952), die ersten wissenschaftlichen Grabungen in Brigetio durch.
Unglücklicherweise ging 1942, mit der Errichtung einer Ölraffinerie und der angrenzenden Bebauung auf dem rückwärtigen Areal des ehemaligen Kastells, jede Möglichkeit einer großflächigen Erforschung für immer verloren. Die damaligen Eingriffe betrafen besonders die Siedlungsspuren südlich und südöstlich des Legionslagers. Wie alliierte Luftaufnahmen zeigen, wurde die (später wiedererrichtete) Raffinerie im Zweiten Weltkrieg gezielt durch einen dichtgelegten Bombenteppich zerstört, der das Gelände – zum großen Schaden der antiken Siedlungsstrukturen – vollkommen durchwühlte. Zudem wurde damals auch die Dokumentation der Grabungen an den Toren des Legionslagers vernichtet, so dass es heute einige Unklarheiten zu deren baulicher Disposition gibt.
Aufgrund der modernen, massiven Überbauungen auf dem Lagerareal blieb es auch nach dem Zweiten Weltkrieg nur bei kleinen Notgrabungen, die von den Archäologen Aladár Radnóti (1913–1972) und László Barkóczi vorgenommen wurden. Neben den militärischen Komplexen wurden später auch die angrenzenden Töpferwerkstätten des Lagers, Villae sowie Gräberfelder freigelegt. Im Anschluss daran fanden bis zum Jahr 1992 erneut Rettungsgrabungen statt. Im selben Jahr begannen unter der Leitung von László Borhy und Emese Számadó auch systematische Untersuchungen im ehemaligen Stadtgebiet des Municipiums von Brigetio.
Im Luftbild zeichnet sich heute noch das teilweise unter einer landwirtschaftlich genutzten Fläche liegende Vorderlager (Praetentura) mit seiner Umwehrung und der im Lagerinneren zum nördlich gelegenen Haupttor (Porta praetoria) führenden Via praetoria deutlich ab. Über dem östlichen Teil der Praetentura entstand nach dem Zweiten Weltkrieg ein Fußballplatz, die zu ihm führende Stadion utca liegt genau an der ehemaligen nordöstlichen Wehrmauer. Die Südwestflanke des hinteren Lagerbereichs (Retentura) deckt sich exakt mit der westlichen Hauptzufahrtsstraße zur Raffinerie, während die rechtwinklig zu dieser Zufahrt liegende Mátrai Gyula utca in ihrem Verlauf der rückwärtigen Südmauer des Lagers folgt. Eine moderne Landstraße und die unmittelbar nördlich, fast parallel dazu geführte Bahnlinie zerschneiden das Lager fast direkt über der antiken Via principalis.

## Name
Der antike Name wird mehrfach durch das römische Reichsstraßenverzeichnis Itinerarium Antonini (263, 2; 264, 4; 265, 3) aus dem 3. Jahrhundert überliefert. Zudem konnte die Örtlichkeit anhand aufgefundener Meilensteine sowie vieler in Brigetio selbst gefundener Inschriften identifiziert werden. Brigetio gehörte während des Prinzipats zur Provinz Oberpannonien, wird aber in dem spätantiken Staatshandbuch Notitia dignitatum, der Provinz Valeria zugeschlagen, die einen Teil der aufgelösten Provinz Unterpannonien aufnahm.

## Baugeschichte

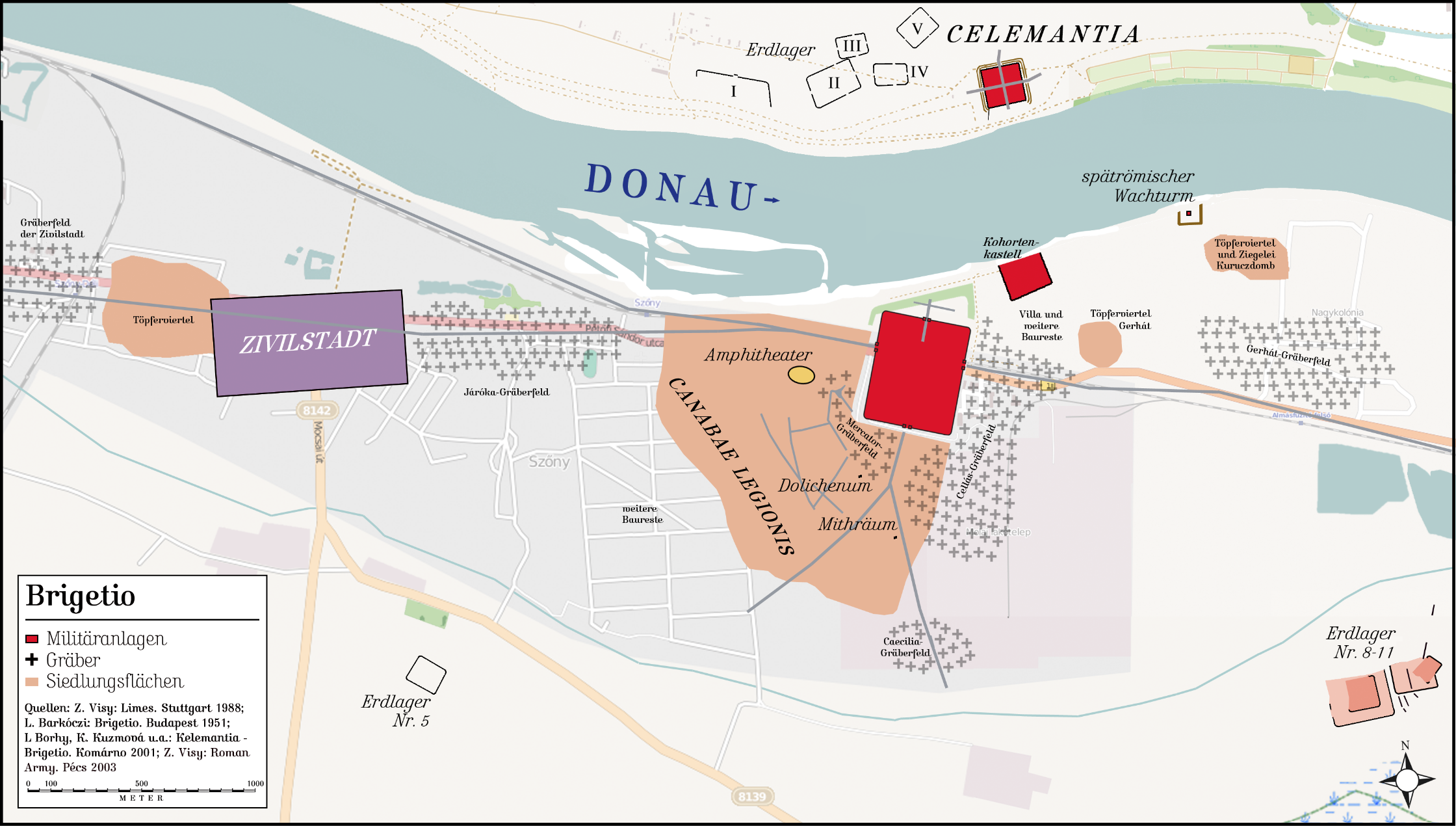
Lageplan der Militäranlagen und zivilen Strukturen von Brigetio

### Kohortenkastell
Das Fundgut aus Brigetio deutet auf eine Gründung in claudisch-neronischer Zeit hin. Vielfach wird für die Entstehung des Kohortenkastells auch von einem Zeitraum „um die Mitte des 1. Jahrhunderts“ gesprochen. Barkóczi konnte in diesem Zusammenhang östlich des Legionslagers, unmittelbar an der Donau, ein frührömisches Hilfstruppenkastell nachweisen. Die Anlage wurde im Vorfeld durch zwei Gräben geschützt und besaß eine Breite von 200 Metern. Die Länge ließ sich nicht mehr ermitteln, da der Fluss das Vorderlager (Praetentura) im Laufe der Jahrhunderte abgeschwemmt hatte.

### Legionslager

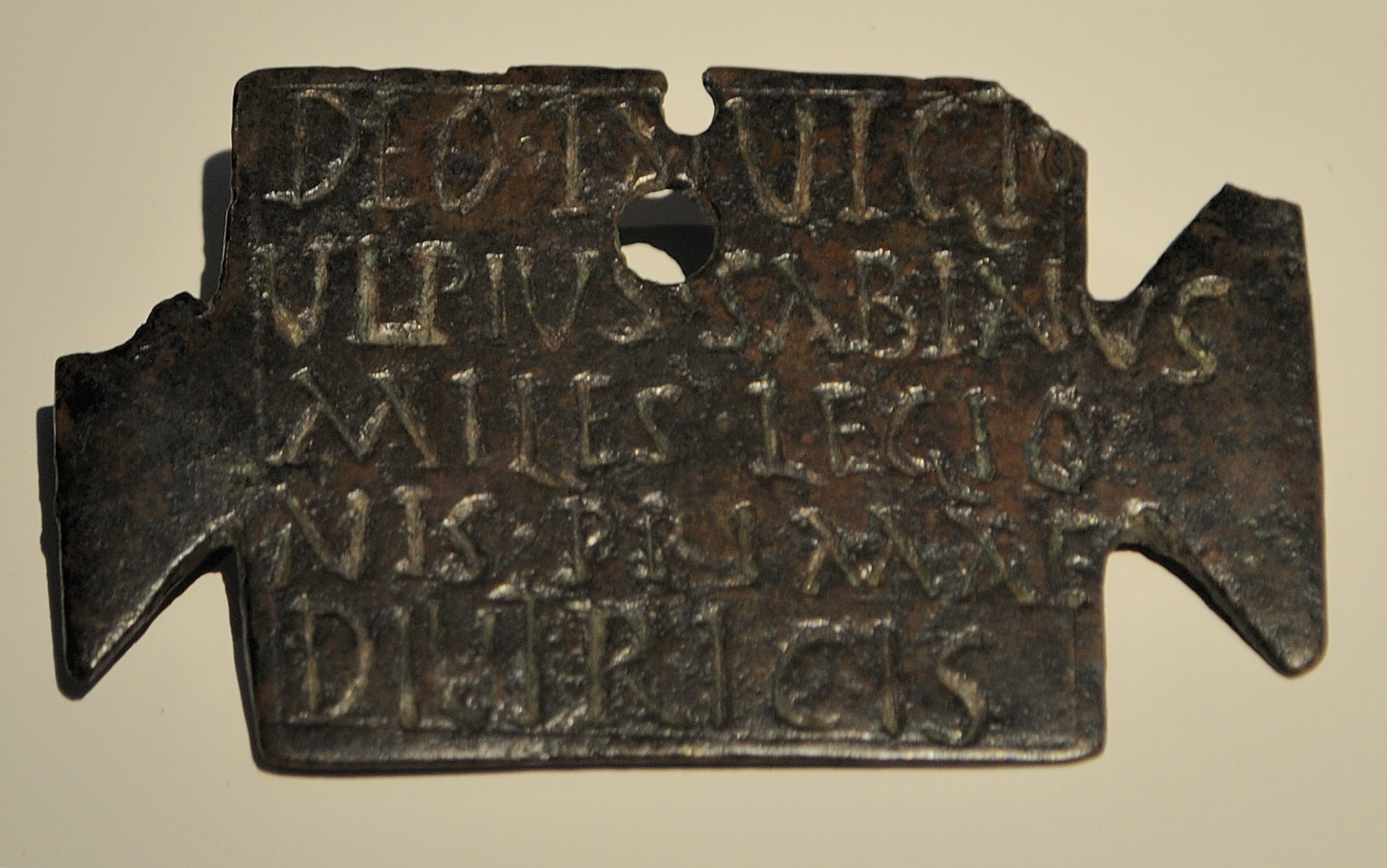
Bronzenes Weihetäfelchen des Legionssoldaten Ulpius Sabinus

Eine im Bereich der Principia, dem Stabsgebäude, aus dem Boden gekommene fragmentierte Bauinschrift nennt Kaiser Hadrian (117–138) als Erbauer. Nach einer Ergänzung durch den Archäologen László Barkóczi könnte die Inschrift in das Jahr 124 zu datieren sein, als dieser Kaiser die pannonischen Provinzen besuchte. Die neuere Überlegung des Archäologen Zsolt Mráv, welche die in der Inschrift genannte Kaisertitulatur pater patriae zur genaueren Datierung benutzt, kommt auf die Entstehungszeit nach 128 n. Chr. Eine andere, durch eine Vexillation der Legio XIIII Gemina in Brigetio gesetzte Bauinschrift, kann nach Meinung des Althistorikers Karl Strobel jedoch nicht in das frühe 2. Jahrhundert datiert werden, weshalb auch mit späteren Arbeitseinsätzen dieser Truppe in Brigetio zu rechnen ist. Darauf weisen auch andere vor Ort entdeckte inschriftliche Zeugnisse von Angehörigen dieser Legion hin. Während der Markomannenkriege (166–180), wahrscheinlich im Jahr 169 oder kurz danach, wurde Brigetio fast vollkommen zerstört. Das gegenüberliegende Brückenkopfkastell – damals noch eine Holz-Erde-Konstruktion, die zu Beginn des Krieges errichtet worden war – bestand hingegen noch bis 179, bevor es ebenfalls vernichtet wurde. Für das Jahr 293 konnte ein weiterer Zerstörungshorizont nachgewiesen werden, vermutlich war ein Angriff der Quaden dafür verantwortlich. Bauarbeiten in valentinianischer Zeit zeugen von einer weiteren Brandkatastrophe.

#### Umwehrung und Graben
Das Legionslager besaß einen rechteckigen, 430 × 540 Meter messenden Grundriss mit abgerundeten Ecken (Spielkartenform). Es wurde, im Gegensatz zum älteren Kohortenkastell, nicht mehr direkt am Donauufer errichtet. Offensichtlich war hier die Gefahr einer Abschwemmung zu groß geworden. Bei seinen Grabungen an der Principalfront, der dem Feind und der Donau zugewandten Nordmauer des Lagers, stellte Paulovics hinter der steinernen, mit 1,8 bis 2 Metern überaus massiven Wehrmauer noch einen zum Lagerinneren hin abgeschrägten Erddamm aus Rasensoden fest, der die Konstruktion abstützte und den Wehrgang trug. Als Annäherungshindernis konnte vor dem Kastell ein drei Meter tiefer und zehn Meter breiter Graben nachgewiesen werden.

#### Tore
An allen vier Seiten des Lagers befand sich ein Tor, das von je zwei 10,30 × 7,90 Meter großen, quadratischen Tortürmen flankiert wurde, die mindestens 0,80 Meter aus dem Verband der Umfassungsmauer hervorsprangen. Von den Toren konnte 1940 nur die Porta praetoria, das Nordtor, sowie in Teilen die Porta decumana, das rückwärtige Südtor untersucht werden. Die beiden Tore an den Flanken des Lagers waren bereits durch den Ausbau der Straße Wien-Budapest zerstört worden. Es stellte sich heraus, dass die Porta praetoria eine nur einspurige Zufahrt besaß, während das rückwärtige Tor zwei durch eine Trennmauer (Spina) geteilte Durchfahrten aufwies. An der Porta decumana wurden zudem drei Bauperioden beobachtet. Während der zweiten Periode wurde die Mauerstärke der Tortürme an allen vier Seiten um 0,45 Meter verringert und in einer dritten Umbauphase wahrscheinlich die östliche Durchfahrt vermauert.

#### Türme
Alle vier Ecken der Wehrmauer waren zusätzlich durch einen innen angesetzten Eckturm verstärkt. Zwischentürme ließen sich zwar nicht feststellen, sind aber wahrscheinlich, da sie bei einem Legionskastell dieser Zeitstellung zu den typischen Ausstattungsmerkmalen gehörten. In der Spätantike erfolgte, parallel zu vielen anderen Militärbauten am pannonischen Donaulimes, ein Umbau an der Umwehrung. Aufgrund von Vermessungsunterlagen des 19. Jahrhunderts, die allerdings nur das Geländeprofil am Lager wiedergeben, wird in der Forschung davon ausgegangen, dass die Wehrmauer weit nach außen gewölbte U-förmige Türme erhielt (Hufeisenturm), wahrscheinlich je vier an den Schmal- und Längsseiten. Obwohl nicht nachgewiesen, kann in Analogie zu anderen Kastellen der spätrömischen Epoche auch von einem entsprechenden Umbau der Ecktürme zu Fächer- oder U-Türmen ausgegangen werden.

#### Innenbebauung
Von der Innenbebauung des Legionslagers ist nur wenig bekannt. Von großer Bedeutung war offensichtlich die sehr aufwändig konstruierte Wasserleitung, die Quellwasser aus dem Gebiet von Tata am Südtor vorbei in das Lager führte und Thermen versorgte, die sich im Nordteil des Lagers befanden. Im Zentrum der Fortifikation wurden hölzerne Baracken freigelegt, während im Bereich der Südostecke in ihrer Funktion unklare Mauerreste ans Licht kamen. In der Retentura wurde auch ein mit Wandmalereien reich dekoriertes Gebäude untersucht, das hypokaustiert war. Außerdem wurden das Wohnhaus des Kommandanten (Praetorium), eine Werkstatt (Fabrica) sowie Backöfen freigelegt. Zwei lebensgroße Sitzstatuen des Göttervaters Jupiter und der Göttin der Weisheit Minerva könnten einst im Fahnenheiligtum gestanden haben.

### Hafen
Auch der Flusshafen konnten für Brigetio nachgewiesen werden. Eine gut ausgebaute Straße lief aus dem Nordtor des Lagers direkt zur Donau. Hier, in einem einst karreeförmig ummauerten Areal, konnte Paulovics Anlegestellen sowie die Reste einiger Lagerhäuser (Horrea) identifizieren. Wie die frühen Lagerzeichnungen des 17. und 18. Jahrhunderts noch deutlich zeigen, setzen an den beiden nördlichen Ecken der Lagerumwehrung zwei spätantike Mauerzüge an die parallel zum Donauufer verliefen. Sie dienten wahrscheinlich zum Schutz der hier vor Anker liegenden Kriegsschiffe der pannonischen Flotte.

## Truppe

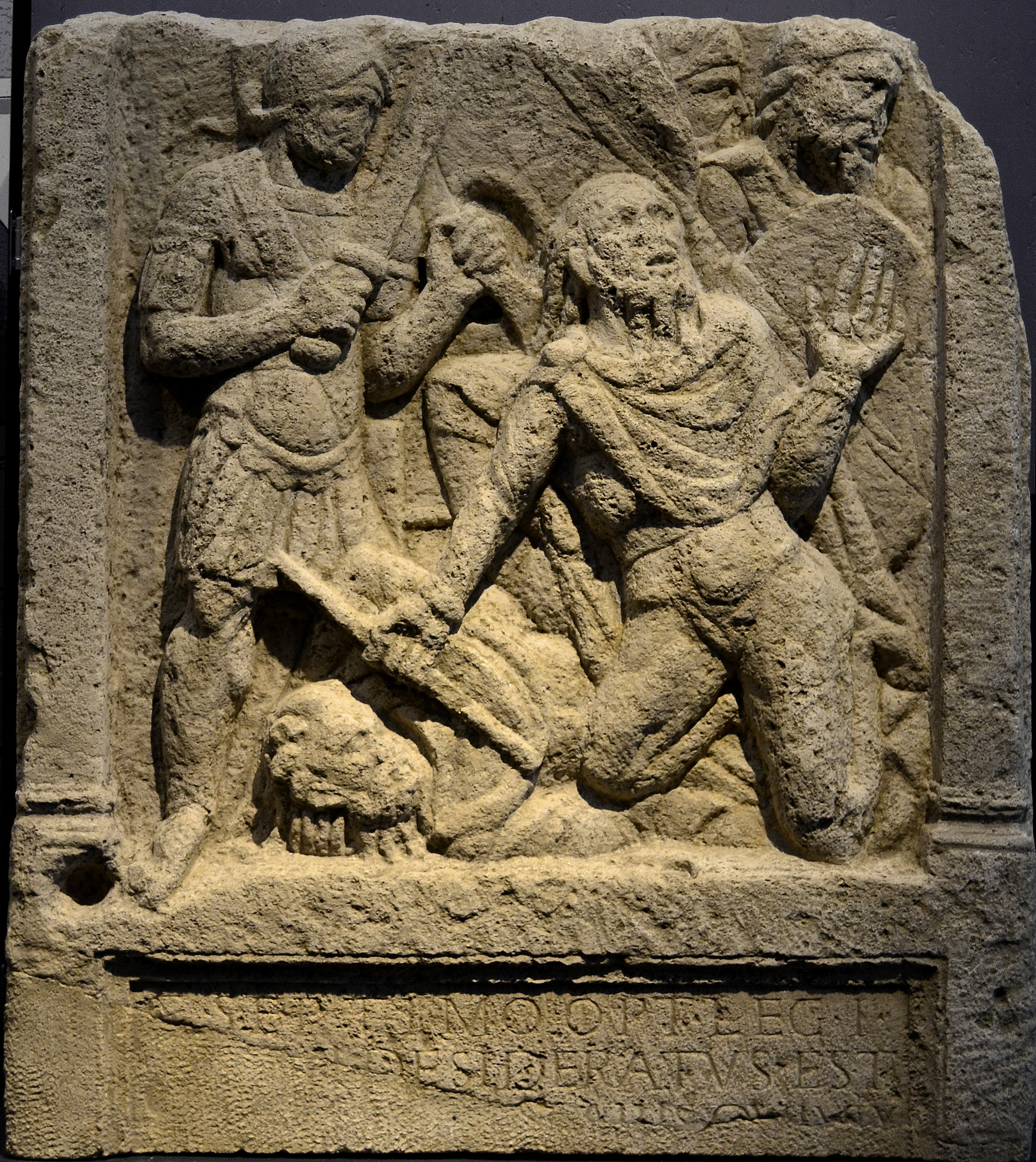
Grabstein aus Brigetio, ca. 173 n. Chr., Inschrift: Ae(lio) Septimo opt(ioni) leg(ionis) I / [Ad]i(utricis) desideratus est / [bello 3]aris qui vix(it); Übersetzung: „Dem Aelius Septimus, Unteroffizier der Legio I Adiutrix, vermisst im Krieg gegen die Naristen, der lebte...“

In Pannonien begann, wie auch in den anderen Grenzprovinzen, die Stempelung von Ziegeln ab der Regierungszeit des Kaisers Claudius (41–54 n. Chr.). Der größte Teil dieser Ziegel wurde von der Armee hergestellt. Sie sind eine wichtige und in vielen Fällen auch die einzige Quelle zur Rekonstruktion der Truppengeschichte des jeweiligen Kastells. Für Brigetio sind anhand solcher Ziegelstempel insgesamt vier Legionen und zwei Hilfstruppenkohorten nachgewiesen. Einige der unten angeführten Verbände waren aber nicht anhaltend hier stationiert, sondern nur an Baumaßnahmen beziehungsweise an Baumateriallieferungen beteiligt. Wie bereits weiter oben erwähnt, besaß auch die römische Donauflotte in Brigetio einen größeren Stützpunkt.
Bis Ende des 1. Jahrhunderts wurde der strategisch wichtige Standort nur von einer Auxiliareinheit, der Cohors I Britannica milliaria civium Romanorum equitata, gesichert. Die Grabinschrift des Pannoniers Caelius Saconis filius, Soldat einer rund 1000 Mann starken Kavallerietruppe, die Ala milliaria Flavia Domitiana civium Romanorum (Doppelala „Flavia Domitiana“ römischen Bürgerrechts), wurde in der Vergangenheit öfter als Beleg herangeführt, dass die Ala ebenfalls in Brigetio kaserniert war. Wahrscheinlicher ist jedoch, dass das Grabmal mit einem temporären Einsatz (92/93 n. Chr.) dieser Einheit in der näheren Umgebung in Verbindung steht, ohne dass damit eine tatsächliche Verlegung der Truppe nach Brigetio erfolgte. Möglicherweise handelt es sich auch nur um die Bestattung dieses Soldaten in seiner angestammten Heimat.
Der Bau des Legionslagers wurde durch die seit 89 n. Chr. in Pannonien eingesetzte Legio I Adiutrix begonnen, wobei sie von Vexillationen (Abteilungen) der drei anderen pannonischen Legionen an der suebischen Front – der Legio XIII Gemina, der Legio XIIII Gemina und der Legio XV Apollinaris – unterstützt wurde.
Folgende Einheiten konnten in Brigetio nachgewiesen werden:
| Zeitstellung                         | Truppenname | Bemerkung |
| ------------------------------------ | --- | --- |
| 1. Jahrhundert n. Chr.               | Cohors I Noricorum equitata („1. teilberittene Kohorte der Noriker“)                                                                              | Wahrscheinlich hielt sich die Einheit ab der Zeit um die Mitte des 1. Jahrhunderts bis 89 n. Chr. hier auf. |
| 1. Jahrhundert n. Chr.               | Legio XIII Gemina („13. Zwillingslegion“), Legio XIIII Gemina („14. Zwillingslegion“), Legio XV Apollinaris („15. Legion, dem Apollo geweiht“)    | Vexillationen dieser drei Legionen waren am Aufbau des Lagers beteiligt. |
| 1. bis frühes 2. Jahrhundert n. Chr. | Cohors I Britannica civium Romanorum milliaria equitata („1. teilberittene Doppelkohorte der Britannier römischen Bürgerrechts, 1000 Mann stark“) | Die ursprünglich in Britannien ausgehobene Truppe wurde um 89 n. Chr. vom niederpannonischen Rittium aus nach Brigetio abkommandiert. Die Einheit dürfte bis 101 n. Chr. im Hilfstruppenlager stationiert gewesen sein. |
| 1. bis 5. Jahrhundert n. Chr.        | Legio I Adiutrix pia fidelis („1. Legion, die Helfende, fromm und treu“)                                                                          | Die Legion bildete die Stammtruppe des Lagers und ist auch anhand der vor Ort aufgefundenen Ziegelstempel belegt (Zeitstellung der Stempel: 89/97–101 n. Chr., 118/119 n. Chr.) 100/101 n. Chr. wurde sie in ihren Bereitstellungsraum für ihre Teilnahme am ersten Dakerkrieg (101–102) abkommandiert. Um 118/119 kehrte die Legion wieder nach Brigetio zurück und blieb hier bis zum Ende der römischen Herrschaft in Pannonien stationiert. Laut der Notitia dignitatum lag im spätantiken Bregtione aber nur mehr die fünfte Kohorte dieser Legion. Sie erwähnt auch ihren befehlshabenden Offizier, einen Praefectus legionis primae adiutricis cohortis quintae partis superioris (oberer Grenzabschnitt). Die Einheit zählte zu den Limitanei und stand unter dem Befehl des Dux provinciae Valeriae. |
| 2. Jahrhundert n. Chr.               | Legio XI Claudia pia fidelis („11. claudische Legion, pflichtbewusst und treu“)                                                                   | Durch Ziegelstempel belegt, hielten sich Angehörige dieser Legion wahrscheinlich von 101 bis 105 n. Chr. in Brigetio auf. Sie wurden während der Abwesenheit der Legio I Adriutix im damals noch nicht vollständig fertiggestellten Lager stationiert. Die Legion entsandte auch Vexillationen in das verwaiste Lager von Aquincum. Andere Forscher gehen davon aus, dass sie nur Bauabteilungen nach Brigetio entsandte und gemeinsam mit den Vexillationen der XIIII Gemina und der XV Apollinaris den weiteren Ausbau des Lagers vorantrieb. |
| 2. Jahrhundert n. Chr.               | Legio XXX Ulpia Victrix (30. Legion des Ulpius/Trajan)                                                                                            | Durch Ziegelstempel belegt; wahrscheinlich hielt sich eine Bauvexillation dieser Legion von 105 bis 119 n. Chr. in Brigetio auf. Nach dem Ende des zweiten Dakerkrieges (105–106) waren offensichtlich nur die Abteilungen der XIIII Gemina und der XXX Ulpia Victrix mit dem Weiterbau bzw. Fertigstellung des Lagers beschäftigt. |
| 3. Jahrhundert n. Chr.               | Legio II Augusta („2. Legion des Augustus“) | Während der Regierungszeit von Kaiser Philippus Arabs (244–249) war eine Vexillation dieser Legion bei Brigetio stationiert, |
| 3. Jahrhundert n. Chr.               | Ala Osrhoenorum sagittariorum („die berittenen Bogenschützen der Osrhoener“)                                                                      | Diese Einheit dürfte sich ungefähr zeitgleich mit der Legio II Augusta in Brigetio aufgehalten haben. |
| 1. bis 5. Jahrhundert n. Chr.        | Classis Flavia Pannonica („Pannonische Flotte, die flavische“) und Classis Flavia Histrica („Donauflotte“)                                        | Von der Anwesenheit der Donauflotte in Brigetio zeugen nicht nur mittelkaiserzeitliche Ziegelstempel, sondern auch jene ihrer spätantiken Nachfolgerin. Neben diesen Funden bestätigt auch der Grabstein eines Trierachen aus dem frühen 2. Jahrhundert die Anwesenheit von Marinesoldaten in Brigetio. |

## Wasserleitung
Schon oft beschäftigte sich die Forschung mit der zum Legionslager und zur Stadt führenden Wasserleitung, die ihren Ausgangspunkt bei Tata hatte. Wie Darstellungen des 18. Jahrhunderts zeigen, wurde das in Tonröhren laufende Quellwasser auf weiten Strecken mit Hilfe von heute nicht mehr erhaltenen Aquädukten und Dämmen herangeführt. 1747 berichtete der königlich-ungarische Ingenieur Sámuel Mikoviny, dass in Szőny „....eine eingewölbte … zwei deutsche Meilen langen Wasserleitung Quellwasser von Tata aus unter der Erde nach Brigetio führt.“ Südlich des Legionslagers sind die Reste eines Gebäudes erfasst worden, in dem sich mehrere hundert Kilogramm Blei fanden. Die Archäologen gehen davon aus, dass in diesem Bauwerk eine Art Verteiler zu vermuten ist, der die Wasserzufuhr zum Kastell und in die Zivilstadt regelte.

## Jupiter-Dolichenus-Heiligtum

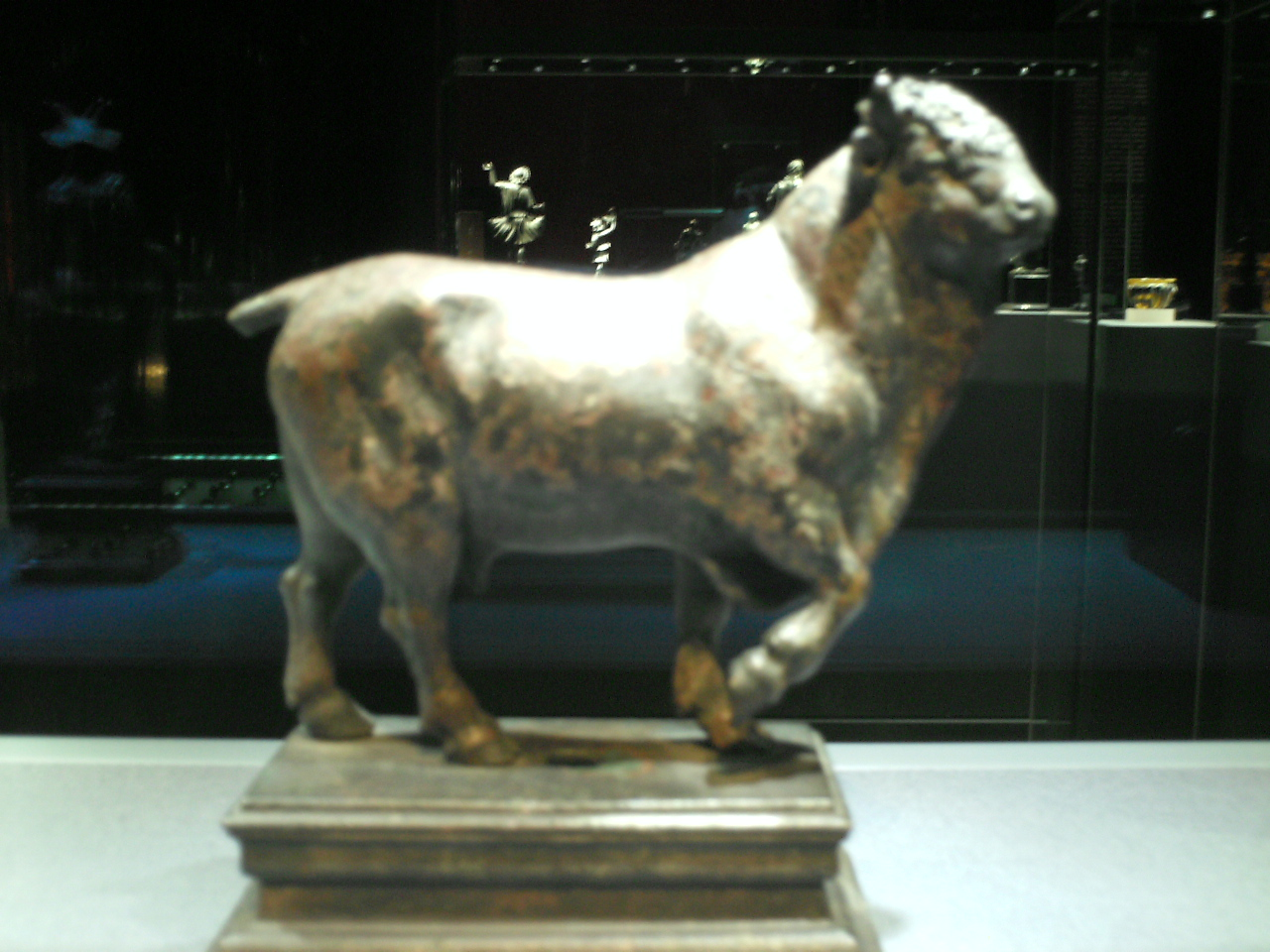
Darstellung eines Stiers aus Brigetio, Kunsthistorisches Museum, Wien

Das rechteckige, 8 × 4 Meter große Dolichenum von Brigetio, das mit seiner Längsachse genau westöstlich orientiert war, wurde 1899 südlich des Legionslagers von dem Privatsammler Armin Milch ergraben. Der Innenraum war durch drei aus Bruchsteinen aufgemauerte Säulen in zwei fast gleich große Bereiche aufgeteilt. Ob diese Säulen auch eine tragende Funktion erfüllten oder nur als Halbsäulen zur Aufstellung von Votivgaben dienten, ließ sich nicht mehr feststellen. Zwischen der mittleren und nördlichsten Säule fand sich eine bronzene Dolichenusstatuette. Vor dem einzigen, im Osten festgestellten Eingang standen ebenfalls drei Säulen, die mit einfachen Kapitellen ausgestattet waren. Das offensichtlich nicht geplünderte Heiligtum barg Weihinschriften, wie die eines aus Griechenland stammenden Dedikanten Valerius Hermes aus der 1. Hälfte des 3. Jahrhunderts. Im westlichen Kultbereich fand sich das aus örtlichem Kalkstein gefertigte Relief des auf einem Stier reitenden Jupiter Dolichenus der in der Militärkleidung eines Imperators dargestellt wird. Laut Inschrift war die aus dem 2. oder 3. Jahrhundert stammende Arbeit ursprünglich von einem Decurio aus der kleinasiatischen Stadt Zeugma in Auftrag gegeben worden. Zusätzlich zum Relief wurden weitere Darstellungen des Gottes in diesem Heiligtum aufgefunden, darunter auch solche, die von in Brigetio kaserniertem Militärpersonal gestiftet worden waren. Daneben konnten auch Bronzestatuetten anderer Götter geborgen werden, darunter zwei Exemplare der Siegesgöttin Victoria. Der Archäologe Endre Tóth mutmaßte, dass eine dieser Statuetten u. a. einst die Spitze einer dreieckigen Votivplatten verzierte, wie dies am Dolichenum des rätischen Limeskastells Pfünz und beim Schatzfund von Mauer bei Amstetten nachgewiesen werden konnte. Der Schaft eines der Signumhalters, der von einer der beiden Siegesgöttinnen bekrönt wurde, kam gleichfalls aus dem Boden. Auch Statuetten des Sonnengottes Sol und seiner Schwester, der Mondgöttin Luna wurden hier gefunden. Neben vielen weiteren, teils durch Feuer beschädigte bronzene Figürchen, Votivblechen und Kultmaterial wären auch eine Stier- und eine Vogelstatuette sowie ein gleichfalls aus Bronze gefertigter Siegerkranz bemerkenswert.
Der Niedergang des Kultes begann nach 235 mit dem Ende der severischen Dynastie. Die meisten Heiligtümer wurden aufgelassen oder niedergebrannt. Aus der darauffolgenden Epoche gibt es nur noch sehr wenige Zeugnisse für die Verehrung des Jupiter-Dolichenus. Als 253 oder 256 der Sasanidenkönig Schapur I. das Hauptheiligtum des Gottes, das in Doliche, einer Stadt in der Provinz Syrien lag, vernichten ließ, könnte das zur Erschütterung der bis dahin noch übriggebliebenen Anhänger weiter beigetragen haben.

## Canabae und Zivilstadt
Rund um das Legionslager entwickelte sich – wie an längerfristigen Militärstandorten üblich – ein Lagerdorf, dessen Bewohner vielfach in unmittelbaren Kontakt mit der Truppe standen beziehungsweise von ihrer Anwesenheit lebten. Speziell an der West- und Südseite der Fortifikation konnten Reste der zivilen Bebauung festgestellt werden. Von den öffentlichen Bauten dieser Ansiedlung ist der bereits genannte Dolichenustempel sowie ein Mithrasheiligtum bekannt. Daneben nahm das westlich des Kastellgrabens gelegene Amphitheater eine besondere Stellung im Leben der Garnison und der Stadt Brigetio ein. Pococke und Milles haben das zu ihrer Zeit noch gut erhaltene Bauwerk eingehend beschrieben. Heute ist an dem Platz nichts mehr davon zu sehen. Der Bau ist auch ein Zeichen für die wachsende Bedeutung des Ortes. Nördlich des Amphitheaters konnte ein verschwenderisch mit Stuckaturen und Fresken ausgestattetes Wohnhaus untersucht werden.
Die eigentliche, seit 1992 erforschte Zivilstadt, die schon vor 205 zum Municipium erhoben wurde und damit Stadtrechte erhielt, entstand rund 2 Kilometer westlich des Lagerdorfes und liegt unter der zu Komárom eingemeindeten Ortschaft Szőny.) Der rechteckige Grundriss dieser Stadt war von Anfang an geplant. Als Annäherungshindernis besaß sie eine eigene Stadtmauer, hinter der wie am Legionslager ein Erddamm angeschüttet war, auf dem der Wehrgang lag. Aus dem Stadtgebiet sind neben etlichen kostbar ausgestatteten Privathäusern auch öffentliche Gebäude bekannt. Der Augustale Quintus Ulpius Felix stiftete dem gallorömischen Heil- und Quellgott Apollo Grannus und der Göttin der Gesundheit, Hygieia, einen Tempel, den er später mit einer Portikus erweiterte. Die Bauinschrift an diesem Vorbau datiert in das letzte Regierungs- und Lebensjahr des Kaisers Caracalla (211–217).
Wie das Kastell wurde auch die Stadt während der Markomannenkriege 169 oder kurz darauf zerstört und konnte sich erst in den letzten 10 bis 15 Jahren des 2. Jahrhunderts von der Katastrophe erholen, obwohl der Handel mit importierter Terra Sigillata aus dem Rheinland während des Krieges nicht zusammenbrach. 293 erfolgte der bereits weiter oben genannte Angriff der Quaden, bei dem Brigetio erneut zerstört wurde. Wie das geborgene Münzmaterial zeigte, funktionierte nach diesem zweiten Angriff der Geldverkehr jedoch bereits in den unmittelbar darauffolgenden Jahren wieder ungestört. Südlich des Legionslagers, an einer Stelle, die zu keiner Zeit bewohnt war, kam 1959 ein spätantiker Hortfund mit 118 Aurei aus dem Boden. Diese Münzen stammen aus den Regierungszeiten der Kaiser Nero (54–68) bis Julian (360–363) und stehen möglicherweise mit einem weiteren Barbarenangriff in Verbindung.

## Donaubrücke und Brückenkopfkastell
Der archäologisch versierte Benediktinerpater Rudolf Gyulai (1848–1906) konnte gegen Ende des 19. Jahrhunderts bei Brigetio noch die Reste einer antiken Brücke über die Donau feststellen, die sowohl dem Militär als auch dem Handel diente. Truppen war es somit möglich, trockenen Fußes zum Kohortenkastell Iža-Leányvár gelangen, das als Brückenkopf während der Markomannenkriege östlich – schräg gegenüber dem Legionslager – im Barbaricum errichtet worden war und bis in die Spätantike existierte.

## Töpferviertel
Das östlich des Legionslagers gelegene Töpferviertel Gerhát wurde 1940 durch Radnoti nördlich der Limesstraße und des gleichnamigen Gräberfeldes unmittelbar an der Donau erforscht. Nach Meinung der Archäologin Éva B. Bónis entstand es während der Regierungszeit des Kaisers Hadrian (117–138) und war bis in die 30er Jahre des 3. Jahrhunderts n. Chr. in Betrieb. Hier stellte die Legio I Adiutrix eine Vielzahl von keramischen Waren her. Dazu zählten Massengebrauchsprodukte wie streifenverzierte und marmorierte Keramik, aber auch hochwertige Formschüsseln, an Metallgefäßen orientierte Keramik sowie Model für Lampen und Terrakotta (sogenannte Legionsware). Außerdem konnte pannonische Glanztonware nachgewiesen werden, die mit Terra-Sigillata-Motiven verziert war. Unmittelbar westlich neben dem Töpferviertel wurden eine dreiphasige Villa und östlich von dieser weitere römerzeitliche Fundamente untersucht.
Neben den Manufakturen von Gerhát gab es ein weiteres Töpferviertel im militärischen Einflussbereich unter dem östlich des Legionslagers gelegenen Kurucdomb (deutsch: Kuruzenhügel), das 1941 untersucht wurde. Dabei kam ein homogener Geschirrdepotfund ans Licht, der in der zweiten Hälfte des 2. Jahrhunderts versteckt wurde. Von der Legion gestempelte Ziegel und Gefäße zeugen davon, dass zumindest anfangs das Militär den Betrieb an diesen beiden Standorten aufrechterhielt. Um die Bedürfnisse der Stadt zu befriedigen, entstanden zudem weitere zivile Keramikmanufakturen westlich des Muncipiums. Diese Werkstätten wurden jedoch durch Gleisbauarbeiten am Ende des 19. Jahrhunderts vollständig zerstört.

## Gräberfelder

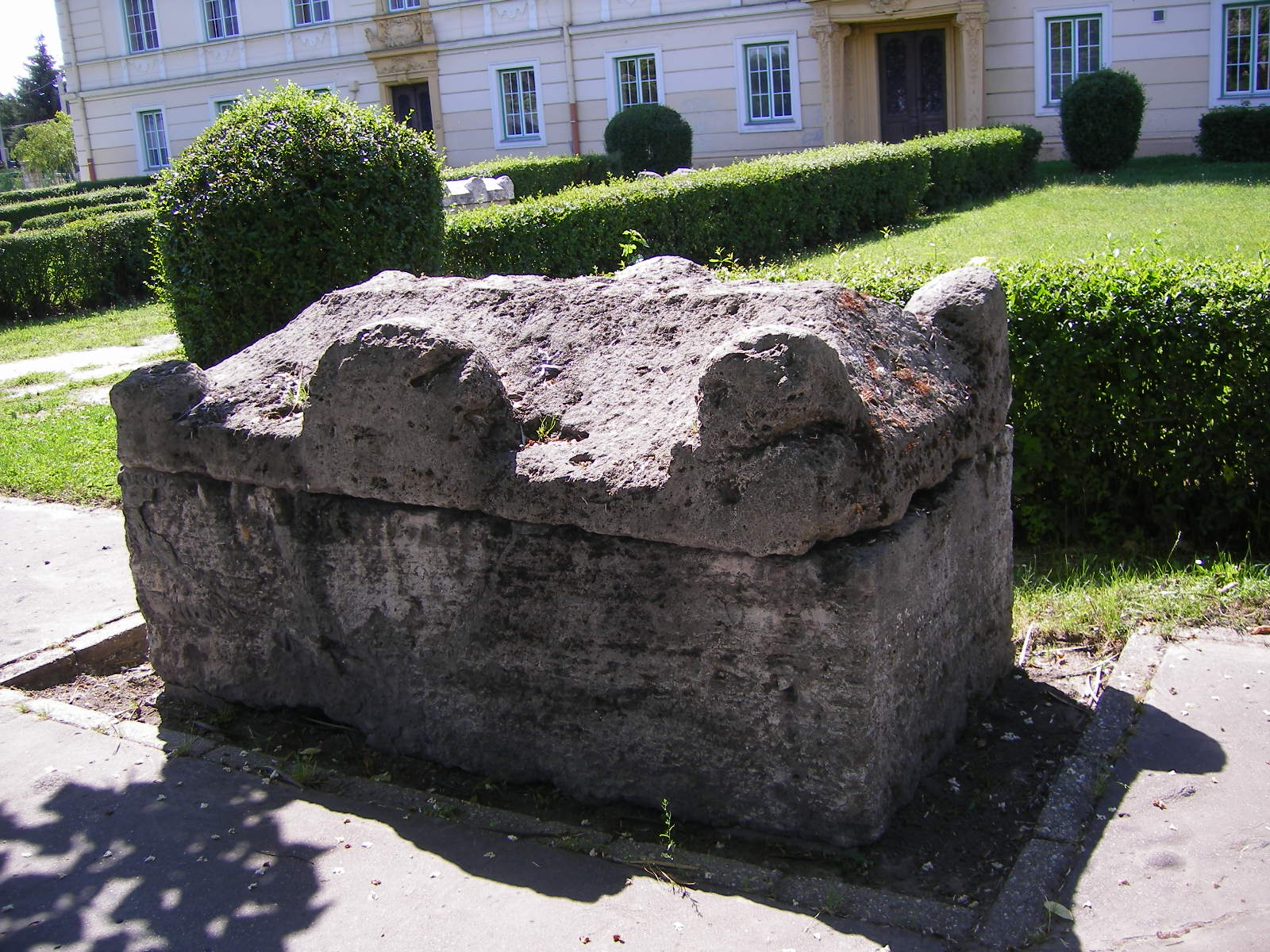
Ein römischer Sarkophag am Freiheitsplatz

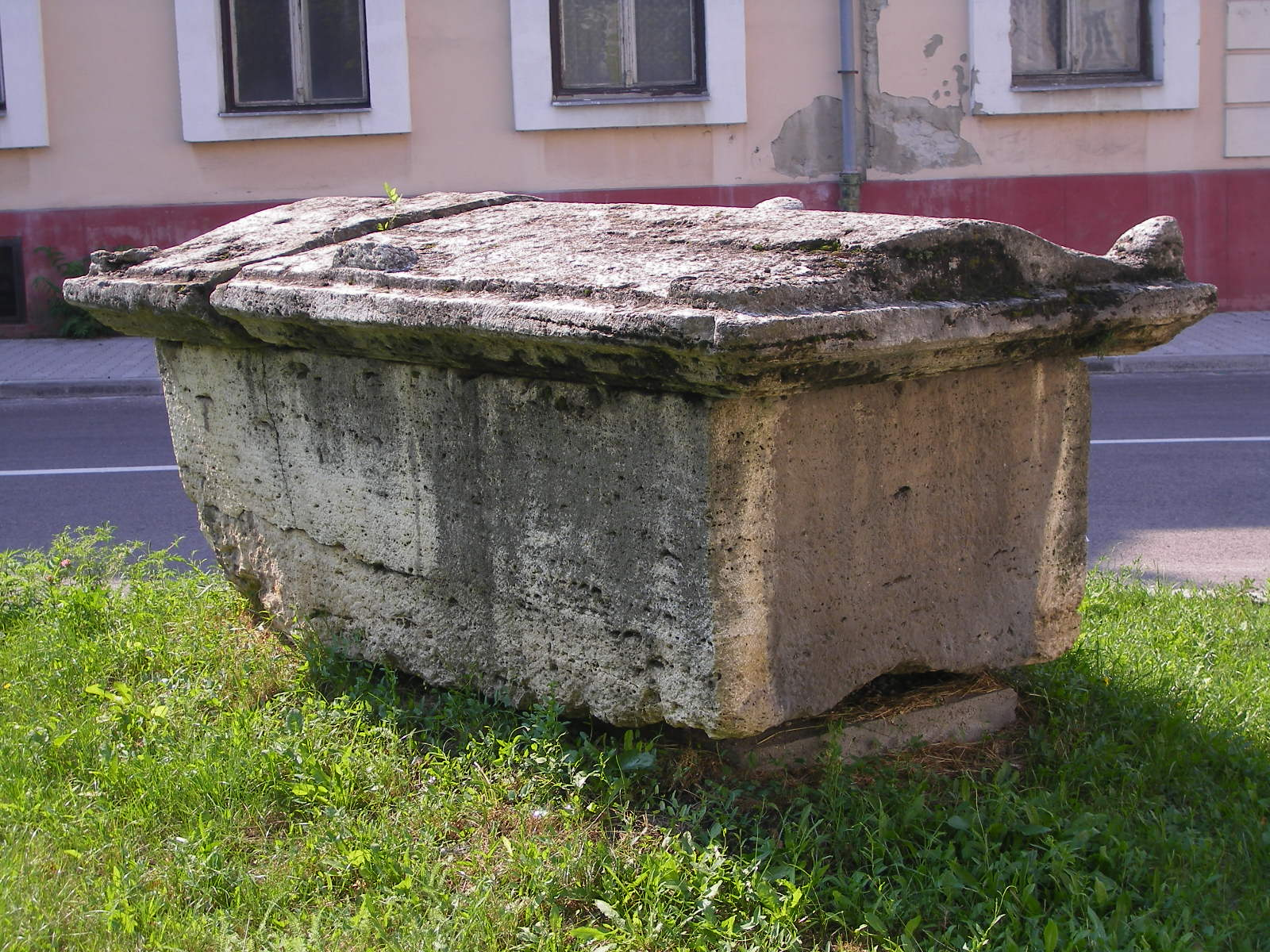
Ein römischer Sarkophag am St.-Stefans-Platz

Die Gräberfelder lagen sowohl entlang der Limesstraße zwischen der Stadt und der Canabae als auch an den südlichen und östlichen Ausfallstraßen des Legionslagers. Aus ihnen ist reiches Fundmaterial bekannt. Im östlich des Kastells gelegenen Gerhát-Gräberfeld, das zwischen dem gleichnamigen Legionstöpferviertel an der Donau und der Limesstraße lag, entdeckten Barkóczi und Radnoti mehr als 100 Gräber. Östlich des Muncipiums befand sich das sog. „Járóka-Gräberfeld“ und westlich der Stadt lagen nach Barkóczi noch zwei weitere Begräbnisstätten. Die Nutzung dieser Bestattungsflächen endete zeitgleich mit den zum Lagerdorf gehörenden, südwestlich (sog. „Mercator-Gräberfeld“) und südlich (sog. „Caecilia-“Gräberfeld) des Legionslagers nachgewiesenen Friedhöfe um 260 n. Chr. Der spätantike Friedhof von Cellás entstand 200 Meter südöstlich der Südostecke des Lagers und wurde 1929 von Paulovics untersucht. Anhand dieser späten Gräber ließ sich nachweisen, dass die besiedelte Fläche Brigetio’s am Ende des 4. Jahrhunderts zwar schon stark geschrumpft war, es aber noch bis in das 5. Jahrhundert bewohnt war.
Zu den mehrfach in den Fachpublikationen zitierten Befunden aus dem Gerhát-Gräberfeld zählen auch zwei Pferdebestattungen des 2. Jahrhunderts n. Chr.

## Frühchristentum
Gegen Ende der 1950er Jahre hat Barkóczi eine Notgrabung in Brigetio durchgeführt, bei der im südlich des Lagers gelegenen spätantiken Friedhof sechs solitäre Grablegen auftraten, die um ein kleines Gebäude gruppiert waren, dessen Grundriss nicht mehr genau feststellbar war. Die Archäologin Edit B. Thomas (1923–1988) ging nach einer Neubewertung der damaligen Funde davon aus, dass es sich hier um eine frühchristliche Stätte handeln würde. Diese Ansicht blieb nicht unumstritten. Thomas sprach auch eine ebenfalls aus Brigetio stammende, fragmentarisch erhaltene Inschrift auf einem Ziegel als Hinweis auf frühe, anonymen christliche Märtyrer an. Doch haben ihre Kollegen András Mócsy und später Dorottya Gáspár die unklaren Zeilen dem militärischen Lebensbereich zugeordnet und den christlichen Bezug abgelehnt.

## Wichtige Funde

### Inschriften

#### Die bronzene Gesetztafel der Kaiser Konstantin und Licinius
Im Jahr 1930 waren nach der Beackerung des landwirtschaftlich genutzten Bodens im Kastellbereich südlich der Eisenbahnlinie durch den archäologischen ehrenamtlichen Mitarbeiter, Ödön Kállay (1879–1960) Fragmente einer gerahmten Bronzetafel geborgen worden, die einen Erlass der Kaiser Konstantin (306–337) und Licinius (308–324) vom 9. Juni 311 enthielt. Ein weiteres Fragment der 78,50 Zentimeter hohen und 68 Zentimeter breiten Platte kam 1934 zu Tage, so dass der auf 38 Zeilen geschriebene Text anschließend fast vollständig gelesen werden konnte. Das Fehlen einer kaiserlichen Titulatur auf der Tafel wurden offensichtlich als Mangel empfunden, daher entstand über dem Text und auf dem Rahmen ein entsprechender Nachtrag. In der Fachwelt herrschte über die Interpretation des Gesetzestextes keine Einigkeit. Der Archäologe Rudolf Egger (1882–1969) sah darin das Ende der bisherigen Militärdiplome und sprach von einer jetzt neu eingeführten Entlassungsurkunde, während der Althistoriker Konrad Kraft (1920–1970) lediglich eine Veränderung des bisherigen Modus der Ausfertigung von Immunitätsbestätigungen erkennen konnte.
Der Gesetzestext beginnt mit folgender Einleitung:
„Eine Kopie der heiligen Briefe. Seid gegrüßt, unsere lieben Dalmatier! Wir möchten sicherstellen, dass stets alle Sonderrechte und Vergünstigungen unserer Soldaten für ihr Opfer und ihren Einsatz beachtet werden. Deshalb haben wir uns entschlossen, liebe Dalmatier, unsere Vorkehrungen in weiser Voraussicht vorzunehmen, wobei wir die Bemühungen unserer Soldaten um das Überleben und die Interessen des Staates berücksichtigen.“
Der anschließende Text handelt zunächst von Steuerprivilegien für die Soldaten, wobei zwischen Aktiven, vollausgediente Veteranen, nach 20 Jahren Entlassenen und Invaliden abgestuft wird. Danach wird auf eine Veränderung bei der Ausgabe des Militärdiploms eingegangen. Wie der Text schildert, war es die bisherige Praxis, dass gleichzeitig mit dem Erhalt der Honesta missio durch den Dux das Entlassungsdokument selbst bei den Akten der Garnison verblieb. Der Veteran hatte jedoch das Recht, eine Kopie seines Diploms anzufordern. Nun sollte es aber so sein, dass jeder, der eine ehrenvolle Entlassung erhielt oder aus gesundheitlichen Gründen (Causaria missio) ausscheiden musste, sein Entlassungsdokument sofort erhielt. Nach dieser Neufestlegung folgte der Ausschluss der Ehrlosen von den Privilegien und die Vorschrift, dieses Gesetz auf einer im Fahnenheiligtum aufzustellenden Bronzetafel zu publizieren. Der Text lautet hier: „muss in jedem einzelnen Militärlager (per singulaquaeque castra), in der Nähe der Fahnen (apud signa), in Bronzetafel (in tabula aerea) verewigt werden (consecrari)“.

#### Die bronzene Gesetztafel des Kaisers Philippus Arabs
Im November 2014 wurden durch den ehrenamtlichen archäologischen Mitarbeiter Attila Kiss zufällig im selben Bereich wie die 1930/1934 geborgene Bronzetafel Reste einer weiteren, stark fragmentierten Gesetzestafel entdeckt. Es stellte sich heraus, dass sich beide Tafeln wohl noch in der Nähe ihres ursprünglichen Aufstellungsortes am Fahnenheiligtum des Legionslagers befanden. Von den sechs Bruchstücken der Tafel ließen sich drei wieder zusammensetzen. Um die ursprüngliche Fundstelle von 2014 sicher zu identifizieren und eventuell weitere Inschriftenfragmente zu sichern, fand vom 1. Juli 2015 bis zum 31. August 2015 eine Nachgrabung statt. Zwar konnte die Principia nicht entdeckt werden, doch fand sich ein weiteres Fragment der Gesetztafel, das genau an eines der Fragmente von 2014 anpasste. Auch diese Bronzetafel sicherte den Soldaten Privilegien zu, doch ist sie zu stark fragmentiert, um Details erkennen zu lassen. Der Name des Kaisers wurde später eradiert.

### Militaria
Zu den umfangreichen Militariafunden gehört ein ehemals mit Weißmetall überzogener, reliefverzierter Bronzehelm, der 1942 bei der Errichtung eines Neubaus nahe am Wohnhaus des Kommandanten (Praetorium) im Legionslager geborgen wurde. Neben mehreren anderen frühkaiserzeitlichen bronzenen Gegenständen war das völlig zusammengedrückte Stück für das Einschmelzen in einem daneben entdeckten Schmelzofen des 4. Jahrhunderts vorgesehen.

### Glas
In Brigetio kamen Fragmente eines spätantiken Diatretglases zu Tage. Gläser dieser Art gehören zu den kostbarsten Produkten der römischen Glasindustrie und waren nur für eine reiche Oberschicht erschwinglich.

### Keramik
Ein Medaillon aus Terrakotta zeigt eine Darstellung des Meleagros, was zu der Vermutung führte, dieses könne auf ein von dem klassischen griechischen Dramatiker Euripides gestaltetes Drama über Meleagros hinweisen, das in einem örtlichen, bisher unbekannten Theater, hätte aufgeführt werden können.

## Erdlager
Bis 2003 wurden im Bereich südlich der Donau 18 kurzfristig belegte Erdlager verschiedener Größe unterschieden. Insbesondere südlich der Limesstraße konzentrierten sich in einem rund zwei Kilometer großen Areal zwölf Lager. Aufgrund ihrer Größe könne diese Anlagen als ein Numerus-, sieben Kohorten- und vier Reiterlager angesprochen werden. Einige dieser Erdlager überlappen sich. Sie werden zum einen als Marschlager, zum anderen als Übungslager bewertet.
Einige kurzfristig belegte Erdlager konnten auch am gegenüberliegenden Brückenkopf Celamantia nachgewiesen werden. Sie belegen die Anwesenheit diverser römischer Truppen bei verschiedenen Operationen während des langen Markomannenkrieges. Die von dem Luftbildarchäologen Otto Braasch erstmals westlich des Brückenkopfkastells entdeckten Lager wurden wissenschaftlich untersucht.

## Fundverbleib

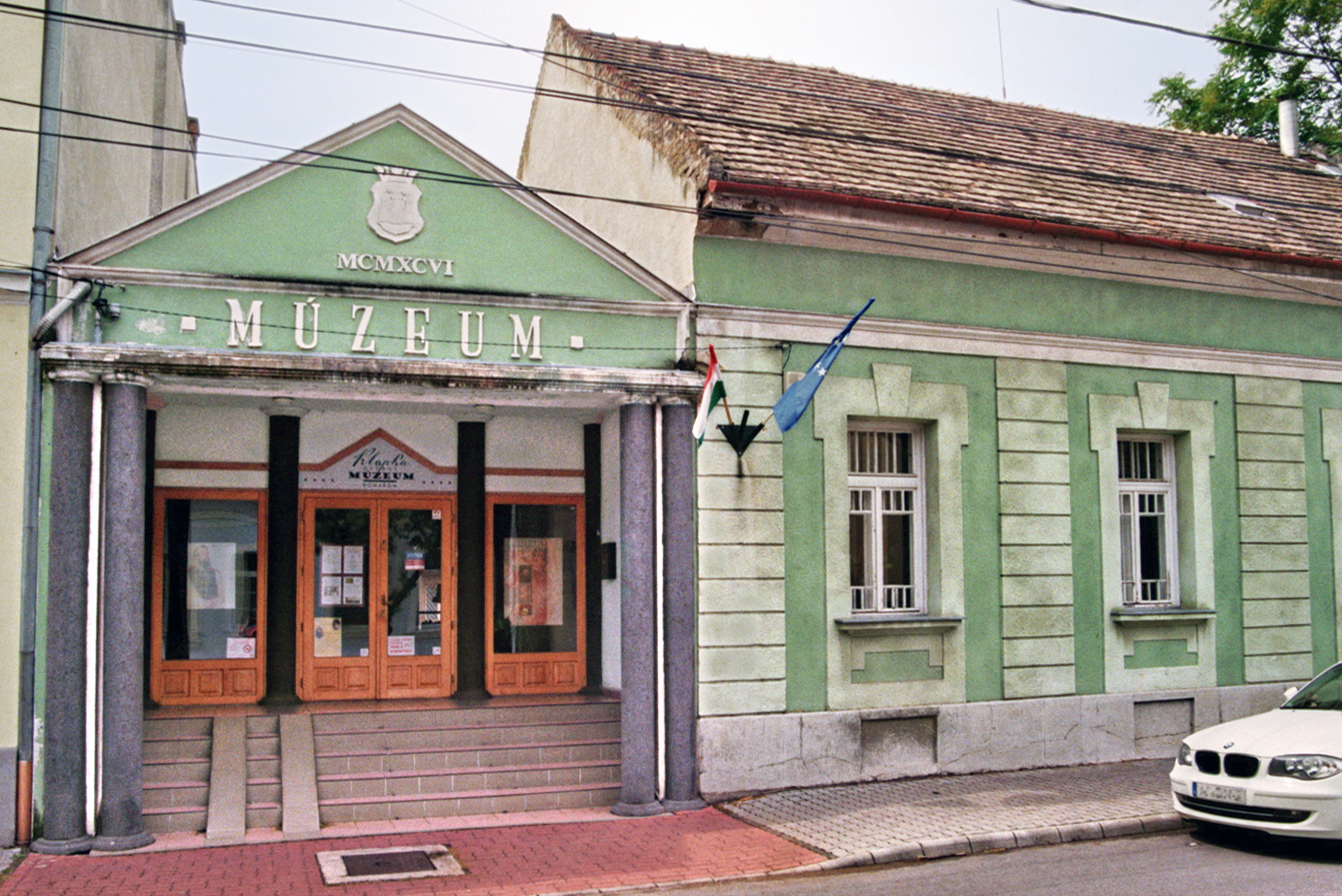
Das György Klapka Múzeum im ungarischen Teil von Komárom

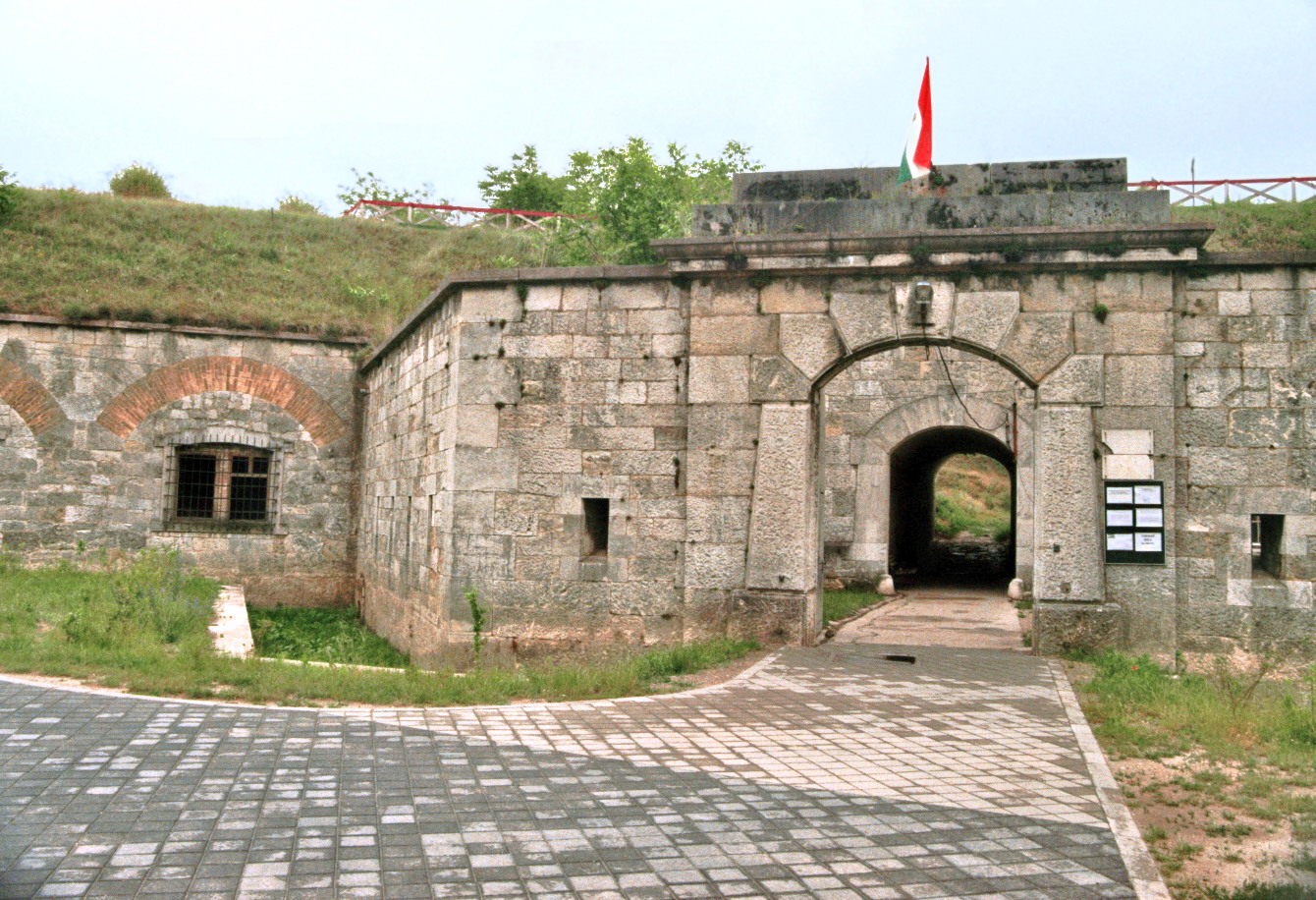
Fort Igmánd beherbergt ein Lapidarium.

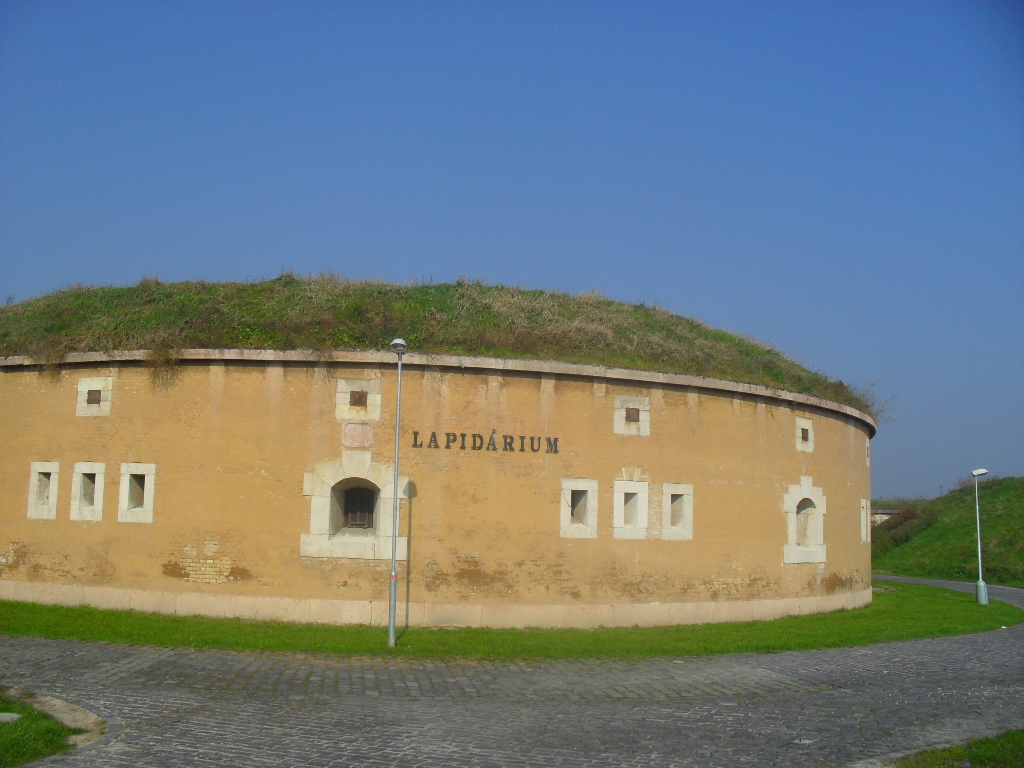
Die Bastion VI von Komorn, die sich heute auf der slowakischen Seite der geteilten Stadt befindet, besitzt heute die größte Sammlung römischer Steindenkmäler in der Slowakei.

Soweit nicht durch Raubgrabungen auf dem Kunstmarkt verstreut, befindet sich eine große Zahl an Funden in den Museen von Komárom (György Klapka Múzeum, Römisches Lapidarium im Fort Igmánd), Pozsony, im Kuny Domokos Megyei Múzeum in Tata sowie im Ungarischen Nationalmuseum in Budapest. Die erhalten gebliebenen Steindenkmäler können außerdem in der Bastion VI im slowakischen Teil von Komárom studiert werden. Einige – wie Sarkophage und zwei Meilensteine – sind auf dem Hauptplatz und am Westrand von Komárom im öffentlichen Raum ausgestellt.

## Limesverlauf vom Legionslager Brigetio bis zum Kastell Almásfüzitő
Die Türme lagen stets nahe am südlichen Donauufer. Ihre Aufgabe war es, die im Barbaricum gelegene, angrenzende nördliche Uferzone zu überwachen.
| Strecke | Name/Ort                                     | Beschreibung/Zustand |
| ------- | -------------------------------------------- | --- |
| 2       | Komárom-Kurucdomb (Burgus Brigetio 1)        | Die Limesstraße verließ das Legionslager Brigetio aus dem östlichen Tor in südöstlicher Richtung. Sie folgte in ihrem Verlauf ungefähr der modernen Landstraße. Noch im Siedlungsbereich, rund vier Kilometer nordöstlich des Lagers auf dem Gelände der mittelkaiserzeitlichen Legionstöpferei Kuruczdomb, wurde dicht am Donauufer während der Regierungszeit des Kaisers Valentinian I. ein Burgus errichtet, dessen Wehrgraben bei seiner Auffindung bereits zu einem Drittel abgeschwemmt worden war. Die auf dem Kurucdomb erbaute Station besaß einen quadratischen Grundriss von 10 Metern Seitenlänge. Das Mauerwerk war 1,10 Meter stark. Als Annäherungshindernis lag um den Burgus ein quadratischer, rund 10 Meter breiter Graben, der eine Fläche von 70 × 70 Meter umfasste. Der Burgus wurde erstmals von Paulovics erwähnt und im Herbst 1934 teilweise ergraben. Dabei konnte der Archäologe nachweisen, dass die rund 70 Meter weiter südlich gelegene ehemals hier ansässige Töpferei vor dem Bau des Burgus eingeebnet worden war, wodurch der aus dem Schutt gebildete heutige Hügel Kurucdomb erst entstand. |
| 2       | Almásfüzitő-Perjéspuszta (Burgus Brigetio 2) | Unter Wirtschaftsgebäuden wurde hier von Paulovics ein weiterer Turm sondiert. Die entsprechenden Gebäude der Perjéspuszta wurden bereits im 20. Jahrhundert wieder abgebrochen. |
| 2       | Burgus Brigetio 3                            | Der darauffolgende Burgus wurde von Radnóti westlich der Ölraffinerie auf einem Hügel entdeckt. Bisher wurde der Befund jedoch nicht überprüft. |
| 2       | Iža-Leányvár (Burgus Brigetio 4)             | Die Archäologen Titus Kolník und Sándor Soproni (1926–1995) konnten 1957 einen weiteren Burgus auf dem nördlichen Donauufer im Barbaricum ermitteln. Der Posten wurde rund zwei Kilometer östlich des Brückenkopfkastells Celamantia errichtet. Als Gábor Bertók und Soproni im Jahr 1994 nach Jahrzehnten den Platz wiederfinden wollten, mussten sie feststellen, dass die tschechoslowakische Armee die Station zwischenzeitlich während ihrer militärischen Übungen an der ungarischen Grenze zerstört hatte. |
| 2       | Almásfüzitő                                  | Im Anschluss folgt das Kastell Almásfüzitő. |

## Denkmalschutz
Die Denkmäler Ungarns sind nach dem Gesetz Nr. LXIV aus dem Jahr 2001 durch den Eintrag in das Denkmalregister unter Schutz gestellt. Die Bodendenkmäler von Brigetio sowie alle anderen Limesanlagen gehört als archäologische Fundstätten nach § 3.1 zum national wertvollen Kulturgut. Alle Funde sind nach § 2.1 Staatseigentum, egal an welcher Stelle der Fundort liegt. Verstöße gegen die Ausfuhrregelungen gelten als Straftat bzw. Verbrechen und werden mit Freiheitsentzug von bis zu drei Jahren bestraft.